# Elros
Elros est un personnage du légendaire de l'écrivain britannique J. R. R. Tolkien, apparaissant notamment dans Le Silmarillion et les Contes et légendes inachevés.

## Histoire
Elros est un des fils d'Eärendil et d'Elwing et le frère jumeau de Elrond Peredhel, le Demi-Elfe.
Peu après sa naissance, son frère et lui se font capturer par les fils de Fëanor survivants, Maedhros et Maglor. Peu après éclate la guerre de la Grande Colère dont l'issue, la chute de Morgoth marque la fin du Premier Âge.
Pour récompenser leurs ascendants des sacrifices qu'ils ont dû consentir, Elrond et Elros se voient gratifiés du choix de leur destinée. Elrond choisit le destin des Elfes tandis qu'Elros embrasse le destin des Hommes. Il garde donc sa qualité de mortel, bien qu'il ait une durée de vie très longue (plus de 500 ans). De plus, lui et les Edain, les hommes qui avaient combattu les armées de Morgoth durant le Premier Âge purent s'établir sur l'île de Númenor, pour les récompenser de leurs sacrifices.
Elros devint le premier roi de Númenor et ses descendants devinrent à leur tour roi ou reine de Númenor. Il régna sous le nom quenya de Tar-Minyatur. Il eut quatre enfants : Vardamir Nólimon, Tindómiel, Manwendil et Atanalcar.
Il est l'ascendant direct d'Elendil, Isildur ou encore Aragorn.

## Noms
Elros signifie « écume d'étoile » en sindarin. L'équivalent en quenya est « Elerossë ». Son nom quenya « Tar-Minyatur » signifie « premier seigneur ». Ce nom fut traduit par la suite en adûnaïque sous la forme « Gimilzôr ».

## Adaptations
Les récits dans lesquels Elros apparaît n'ont pas été adaptés au cinéma, à la radio ou à la télévision. Néanmoins, il a inspiré les dessinateurs, comme Jenny Dolfen ou Catherine Karina Chmiel, qui ont toutes deux représenté la scène où Maglor décide de l'épargner ainsi que son frère.